# Avtandil Dzjorbenadze
Avtandil Mevludis dze Dzjorbenadze (georgiska: ავთანდილ მევლუდის ძე ჯორბენაძე), född 23 februari 1953 i Lantjchuti i Georgiska SSR i Sovjetunionen, död 17 maj 2024, var en georgisk politiker. Mellan år 2001  och år 2003 var han Georgiens premiärminister. När president Eduard Sjevardnadze 2003 avsattes genom Rosenrevolutionen fick även Dzjorbenadze avgå. 